# Blackpink
BLACKPINK (Hangul: 블랙핑크), stilizat ca și  BLΛƆKPIИK, este un grup de fete sud-coreean format de YG ENTERTAINMENT pe 8 August 2016 cu melodiile de debut: ,,BOOMBAYAH" și „WHISTLE" compus din JISOO, JENNIE, ROSÉ, LISA. Ele sunt recunoscute ca fiind cel mai popular grup feminin din întreaga lume. 
JISOO are rolurile de Main Visual și Lead Vocalist în grup. JENNIE este Main Rapper și Lead Vocalist. ROSÉ are pozițiile de Main Vocalist și Lead Dancer. LISA are rolurile de Lead Rapper, Main Dancer și Maknae în BLACKPINK.
Grupul a debutat oficial cu single-urile "BOOMBAYAH" și "WHISTLE", melodiile din albumul Square One/BLACKPINK IN YOUR AREA, ce a dat naștere primului lor hit numărul unu, "WHISTLE". Albumul a inclus și "BOOMBAYAH", primul lor hit numărul unu în topul Billboard World Digital Songs, care a stabilit recordul pentru videoclipul de debut cu cele mai multe vizualizări pe YouTube al unui grup K-POP. Cu succesul comercial al grupului în primele trei luni de la debut, au primit premiul pentru Noul Artist al Anului la a 31-a ediție a Golden Disc Awards și la a 26-a ediție a Seoul Music Awards.
Pe data de 12 Noiembrie 2018 a debutat solo-ul rapperiței JENNIE, cu albumul ei "SOLO" care a fost inclus doar o melodie "SOLO". Pe data de 12 Martie 2021 a debutat vocalista principală ROSÈ, cu albumul ei "R" care conțin melodiile "On The Ground" și "Gone". Melodia "On The Ground" a bătut recordul de pe YouTube la categoria solo artiști K-POP, ajuns pe locul 2. Pe data de 10 Septembrie 2021 a debutat solo-ul, LISEI, cu albumul "LALISA" care conține melodiile "LALISA" și "MONEY". Melodia "LALISA" a bătut recordul de pe YouTube la categoria artiști solo din K-POP, cu peste 73.6 milioane de vizualizări în 24 de ore. În 2024 Lisa a colaborat cu artista portugheza Rosalía pentru a crea "New Woman". In 2023 a fost lansat solo-ul lui JISOO, cu albumul ei "ME" care conține piesele: "꽃(FLOWER)" și "All Eyes On Me" care au doborât toate locurile muzicii K-POP în 24 de ore. 
BLACKPINK, este grupul K-POP de fete cu cea mai înaltă poziție pe Billboard Social 50, ajungând pe locul 9.De asemenea, sunt și primul grup K-POP inclus în Global Top 25 Summer Songs al YouTube, cu hitul lor din 2017 "As If It's Your Last".  Ele sunt și primul grup K-POP feminin cu patru hituri numărul unu în topul World Digital Songs Sales al Billboard.
În 2018 grupul a lansat hit-ul "DDU-DU-DDU-DU" care a stabilit mai multe recorduri și care până în ziua de azi este cunoscut ca unul dintre cele mai mari lovituri din istoria K-POP-ului. Acest HIT a fost revoluția K-POP.
Atunci conceptele au fost schimbate doar datorită trupei BLACKPINK. Albumul a fost numit "Square Up".
Pe 2 Octombrie 2020 au lansat primul lor album de studio "THE ALBUM" care conține 8 piese printre care o colaborare cu Cardi B și cu Selena Gomez. Este primul lor album întreg, cu un mare succes.
Pe 31 Ianuarie 2021 au avut primul lor concert online numit "THE SHOW". Astăzi sunt cel mai popular grup de fete coreean, și unul dintre cele mai populare grupuri ale lumii. Cu lansarea lor:  "BLACKPINK IN YOUR AREA".
Pe data de 16 Septembrie 2022 au lansat al doilea album "BORN PINK" care conține 8 piese cu melodiile principale "Pink Venom" și "Shut Down" cu care au participat la mai multe evenimente cu aceste melodii.
„THE GIRLS” este un single promoțional al grupului sud-coreean de fete BLACKPINK pentru coloana sonoră originală a jocului mobil BLACKPINK: THE GAME. A fost disponibil pentru prima dată în joc pe 23 august 2023, înainte de a fi lansat oficial pe 25 august 2023, prin YG ENTERTAINMENT și TakeOne Company.

## Istoric

### 2016: Debutul Square One și Square Two

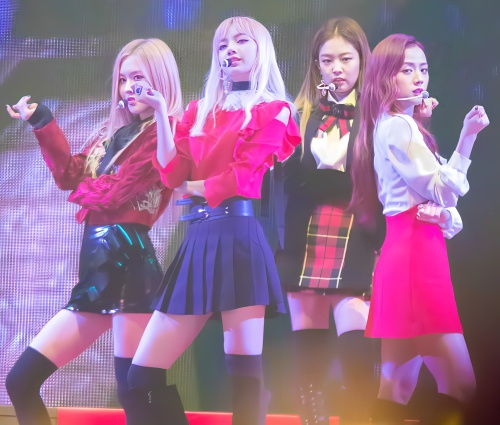
Blackpink pe scena la cea de-a 8-a decernare a Melon Music Awards pe 29 noiembrie 2016.

Cu pregătirile promoționale începând din august 2012, lansarea de anunțuri publicitare participarea în melodii și reclame, YG Entertainment a dezvăluit toate membrele și numele grupului pe 29 iunie 2016 
Blackpink a devenit primul grup de fete debutat sub agenția YG Entertainment, la 7 ani după 2NE1, cu albumul Square One, lansat pe 8 august 2016.  Prima piesă, "Whistle", a fost produsă de Teddy Park și Future Bounce, aceasta a fost scrisă de Teddy Park, Kim Hanbin (B.I) din IKON, și compozitoarea americană Bekuh BOOM®. A doua piesă, "Boombayah", a fost produsă de un grup coreean, scrisă în colaborare cu Bekuh BOOM®. Videoclipul a fost regizat de Seo Hyun-seung.  Cele două piese au atins poziția numărul 1, respectiv numărul 2 (1. Boombayah, 2.  Whistle) în topul Billboard World Digital Songs, Blackpink devenind grupul care a realizat în cel mai scurt timp această performanță. Totodată, Blackpink este al treilea artist sau grup sud-coreean care a menținut primele două poziții în topul Billboard World Digital Songs, după colegii de companie, Psy și Big Bang. "Whistle" a dominat topurile digitale, pentru descărcări, streaming, și mobile al Gaon Chart în august 2016. Au atins și numărul 1 în topul de popularitate, videoclipuri și videoclipuri K-pop săptămânale pe cel mai mare website de streaming de melodii al Chinei, QQ Music. Primul spectacol al grupul muzical Blackpink a fost difuzat pe 14 august 2016 la show-ul Inkigayo al postului de televiziune SBS. Au câștigat primul loc la Inkigayo la 13 zile de la debut, și au bătut recordul pentru căștigarea locului 1 în cea mai scurtă perioadă de timp de la debut în cadrul unui program de muzică. Au încheiat promoțiile pentru "Square One" pe 11 septembrie 2016, cu un alt câștig la Inkigayo și alte etape minunate din "Square One". Hit-ul " Boombayah " a avut 59,813,638 de vizualizări în 24 de ore.
Blackpink a lansat cel de-al doilea album "Square Two" cu piesele "Playing with Fire" și "Stay" pe 1 noiembrie 2016. Piesele au fost produse de Teddy Park cu R.Tee și Seo Won Jin. Au avut un comeback stage la Inkigayo pe 6 noiembrie și la M Countdown (show muzical al postului de televiziune Mnet) pe 10 noiembrie 2016. "Playing with Fire" a devenit cea de-a doua piesă care s-a plasat pe prima poziție în topul Billboard World Digital Songs. În Coreea de Sud, piesa "Playing with Fire" a ocupat numărul trei în Gaon Chart, în timp ce piesa "Stay" a ocupat cea de-a zecea poziție în același clasament.
Succesul comercial al grupului Blackpink din primele patru luni de la debut le-a adus numeroase premii pentru începători la show-urile muzicale și premii de importanță majoră în Coreea de Sud printre care cele primite la Asia Artist Awards, Melon Music Awards, Golden Disc Awards, Seoul Music Awards, și Gaon Chart Music Awards. De asemenea, Billboard le-a denumit ca fiind unul dintre cele mai bune noi grupuri K-pop din 2016.

### 2017: "As If It's Your Last" și debutul japonez
Pe 16 mai 2017, a fost anunțat că Blackpink vor debuta în Japonia în vara 2017, deținând o prezentare de debut pe 20 iulie la Nippon Budokan în Tokyo și lansând un mini album pe 9 august. Prezentarea a avut o frecvență de mai mult de 14,000 de persoane și a fost raportat că în jur de 200,000 de persoane au încercat să facă rost de bilete. Un fragment din videoclipul pentru varianta japoneză a "Boombayah" a fost difuzat la TV în Japonia pe 17 mai. Data de lansare a albumului a fost apoi schimbată pe 30 august.

## Publicitate
În numai trei săptămâni de la debut, Blackpink a ocupat cel de-al doilea loc dupǎ EXO pentru reputație de brand bazat pe un studiu al Institului Coreean de Reputație Corporatistă în August 2016. Alt studiu ce se axa pe grupurile de fete a dezvăluit că influența de brand a grupului a învins-o pe cea a Girls' Generation și TWICE în Septembrie. Patronul laboratorului de cercetări de reputații a considerat această realizare ca fiind o primă. În mai 2017, BLACKPINK au devenit ambasadoare ale companiei coreene Incheon Main Customs. Grupul a susținut numeroase brand-uri cum ar fi Reebok, Moonshot, St. Scott London și apa minerală Lotte Trevi. Au fost modele și pentru reviste importante, printre care NYLON JAPAN, 1st Look Korea Magazine și Teenage Singapore.

## Filantropie
În Aprilie 2019, BLACKPINK a făcut o donație de 40 de milioane de woni către asociația Hope Bridge Association of the National Disaster Relief pentru victimele marelui incendiu din Sokcho, Coreea de Sud.

## Despre membrii
- JISOO (hangul: 지수), născută Kim Ji Soo, pe 3 ianuarie 1995, este Main Visual (Vizual principală) și Lead Vocalist (Vocalistă principală). [43]
- JENNIE (hangul: 제니), născută Kim Jennie, pe 16 ianuarie 1996, este Main Rapper (Rapperiță principală) și Lead Visual (Lider vizuală).[44]
- ROSÉ (hangul: 로제), născută  Park Chae Young, pe 11 februarie 1997, este Main Vocalist (Vocalistă principală) și Lead Dancer (Lider de dans).[45]
- LISA (hangul: 리사), născută Lalisa Manobal (ลลิสา มโนบาล), pe 27 martie 1997, este Main Dancer (Dansatoare principală), Lead Rapper (Lider rapperiță) și Maknae.[46]

## Albume
- Square One (2016)
- Square Two (2016)
- Square Up (2018)
- BLACKPINK IN YOUR AREA (2018)
- Kill This Love (2019)
- BLACKPINK ARENA TOUR 2018 "SPECIAL FINAL IN KYOCERA DOME OSAKA" (2019)
- THE ALBUM (2020)
- BORN PINK (2022)

## Filmografie
- BLACKPINK House (2018)
- Light Up The Sky (2020) Netflix
- The Movie (2021)[47] Cinematography

## Melodii
- „BOOMBAYAH” (2016)
- „WHISTLE” (2016)
- „(PLAYING WITH FIRE)” (2016)
- „STAY” (2016)
- „(AS IF IT'S YOUR LAST)” (2017)
- „(DDU-DU-DDU-DU)” (2018)
- „Forever Young” (2018)
- „Really” (2018)
- „See U Later” (2018)
- „Kill This Love” (2019)
- „Don't Know What To Do” (2019)
- „Kick It” (2019)
- „Hope Not” (2019)
- „DDU-DD-DDU-DU” (Remix) (2019)
- „How You Like That” (2020)
- „Ice Cream” (colaborare cu Selena Gomez) (2020)
- „Pretty Savage” (2020)
- „Bet You Wanna” (colaborare cu Cardi B) (2020)
- „Lovesick Girls” (2020)
- „Crazy Over You” (2020)
- „Love To Hate Me” (2020)
- „You Never Know” (2020)
- „Pink Venom” (2022)
- „Shut Down” (2022)
- „Typa Girl” (2022)
- „Yeah Yeah Yeah” (2022)
- „Hard to Love” (2022)
- „The Happiest Girl” (2022)
- „Tally” (2022)
- „Ready For Love” (colaborare cu PUBG MOBILE) (2022)
- “THE GIRLS” (JOCUL BLACKPINK) (2023)
- "Sour Candy" (colaborare cu Lady gaga

## Legături externe
- Site web oficial ko  en
- Site web oficial ja